# Dedikeret hosting service
Begrebet dedikeret hosting service eller it-hosting hentyder til, at en virksomhed eller organisation helt eller delvist lader driften af sine it-systemer outsource til en ekstern udbyder.
Ved it-hosting lejer virksomheden eller organisationen sig ind på en hostingvirksomheds servere, hvor alle programmer og data er placerede. Så når en bruger åbner sin computer og logger på serveren, er det ikke en server, der fysisk står ved virksomheden selv. Via en internetforbindelse og terminalsoftware logger brugeren sig på direkte hos it-hostingudbyderen.
De vigtigste fordele ved it-hosting er, at virksomheden ikke selv skal varetage den løbende drift og backup, ligesom de fleste udbydere tilbyder en fast udgift per tilsluttet bruger.
Ulemperne ved it-hosting kan være en oplevet langsommere svartid, ligesom det er nødvendigt at have adgang til Internettet for at være koblet til virksomhedens systemer.
I Danmark er flere udbydere af it-hosting samlet i Danish Cloud Community.